# 호산 장어
호산 장어(The Secret Of Eel-Fishing)는 한국에서 제작된 권지영 감독의 2004년 영화이다. 오달수 등이 주연으로 출연하였다.

## 출연

### 주연
- 오달수
- 성노진
- 최계화

## 제작진
- 조명: 윤지원
- 사운드: 권아름
- 미술: 박찬호